# Hans-Heinrich Jescheck
Hans-Heinrich Jescheck (Liegnitz, Imperio alemán; 10 de junio de 1915 - Friburgo de Brisgovia; 27 de septiembre de 2009) fue un profesor de derecho en la Universidad de Freiburg (1954-1980). También se desempeñó como director del Instituto de Max Planck de Alemania y el Derecho Penal Internacional en Freiburg hasta 1982. Fue rector de la Universidad de Freiburg de 1964 a 1965.
En la Alemania nazi, fue capitán de Reserva Hauptmann en las Fuerzas armadas unificadas de la Alemania nazi durante la Segunda Guerra Mundial. También fue galardonado con la Cruz de la Cruz de Hierro de Caballero. Cruz de la Cruz de Hierro de Caballero fue otorgado a reconocer la valentía de batalla extrema o el liderazgo militar exitosa .

## Biografía
Hans-Heinrich Jescheck nació el 10 de enero de 1915 en Liegnitz, en la actualidad Legnica (Polonia). Entre 1933 y 1936 estudió Ciencias del Derecho en las Universidades de Friburgo de Brisgovia, Múnich y Gotinga. Tras el examen de licenciatura se doctoró en Tubinga en 1939, al tiempo que cumplía el servicio militar que había iniciado en 1937. En 1949 se habilitó en la misma Universidad —paralelamente al ejercicio de la magistratura en los juzgados badenses— bajo la dirección de su maestro Eduard Kern, con un trabajo sobre “La responsabilidad de los órganos del Estado en el Derecho penal internacional”.

## Trayectoria Académica
En el año 1954 fue llamado a la Universidad de Friburgo de Brisgovia, donde desempeñó los cargos de decano de la Facultad de Derecho (1962-63) y de rector (1965-66). Su lección inaugural sobre el “Desarrollo, cometidos y métodos del Derecho penal comparado”, pronunciad en el año 1954, así como los fundamentales trabajos para Gran Comisión de Derecho Penal que desarrolló entre 1954 y 1959, consagraron su fama como el principal penalista alemán de Derecho comparado. Al mismo tiempo, siguió desempeñando de forma secundaria durante muchos años la labor de juez en el Tribunal Superior de Justicia de Karlsruhe. 
Gracias a sus vínculos y a sus quehaceres, Hans-Heinrich Jescheck pudo reintegrar, tras la Segunda Guerra Mundial, la Ciencia penal alemana en la comunidad internacional. Bajo su dirección, el Instituto Max Planck para el Derecho Penal Extranjero e Internacional de Friburgo se convirtió en uno de los centros de investigación líderes a nivel internacional en los campos del Derecho penal y la Criminología, el cual dispone de una de las bibliotecas más grandes del mundo entre las dedicadas a estas materias y atrae cada año a cientos de penalistas y criminólogos de todos los continentes. Tras la incorporación de su Instituto a la Sociedad Max Planck para el Avance de la Ciencia en el año 1966, Hans-Heinrich Jescheck amplió el grupo de trabajo de Derecho penal y de Derecho penal comparado gracias a la creación, en el año 1970, de una sección de Criminología, cometido que desempeñó el conocido criminólogo Günther Kaiser. Su concepto de “Derecho penal y Criminología bajo un mismo techo” lo explicó con la ilustrativa frase: “el Derecho penal sin la Criminología es ciego, mientras que la Criminología sin el Derecho penal no tiene límites”. Esta orientación hizo que su Instituto friburgués estuviera prácticamente predestinado a dedicarse a las investigaciones político-criminales, que en la actualidad —especialmente en el marco de dos “International Max Planck Research Schools” creados en el 2007— se centran en modernas cuestiones de terrorismo y criminalidad organizada, así como de criminalidad económica y cibercriminalidad.

### Derecho Penal
La obra científica de Hans-Heinrich Jescheck abarca más de 600 publicaciones y se extiende a todos los ámbitos de la Ciencia penal. Sus temas esenciales se centran en el Derecho penal comparado, el Derecho penal internacional y la parte general del Derecho penal. Es autor de un sobresaliente tratado de Derecho penal alemán que ha sido traducido en diversas ediciones al español, japonés y chino. El enorme prestigio del que goza el Instituto Max Planck para el Derecho Penal Extranjero e Internacional lo consolidó fundamentalmente con grandes investigaciones de Derecho penal comparado y estudios interdisciplinares. A menudo fue visionario al seleccionar sus temas de investigación. Ya en sus trabajos a comienzos de la década de los 50 reconoció la importancia que tendrían en el futuro el Derecho penal comparado, el Derecho penal internacional y el Derecho penal europeo y trabajó cuestiones que todavía hoy se cuentan entre los principales desafíos que enfrentan a la ciencia del Derecho penal. Asimismo, con sus métodos de Derecho penal comparado y de Criminología asentó nuevos modelos a seguir en la investigación internacional. En el contenido, Hans-Heinrich Jescheck defendía una posición liberal-conservadora en el mejor sentido de la palabra. Perseguía una política criminal racional al estilo de von Liszt y de su programa de Marburgo sobre “La idea de fin en el Derecho penal”. Pero su utilitarismo estaba limitado por las ideas de humanidad, liberalidad y, sobre todo, por el principio de culpabilidad. Su discípulo Rudolf Leibinger puntualizó esta posición de Hans-Heinrich Jescheck con ocasión de su 70 cumpleaños: „Culpabilidad individual y responsabilidad personal se consideran el fundamento de un Derecho penal que afiance la garantía de la libertad. Para poder cumplir su función de garantizar la paz, la pena debe corresponderse con las expectativas de justicia de la sociedad. No puede alejarse en su límite inferior de la justa compensación de la culpa, pero tampoco puede utilizarse únicamente como imperativo de la justicia distributiva sin tener en cuenta la responsabilidad humanitaria con respecto al delincuente”. Hans-Heinrich Jescheck aspiraba sobre todo a alcanzar un Derecho penal mejor en el sentido de Gustav Radbruch: “Otra cosa que fuera mejor que el Derecho penal“ la consideraba, sin embargo —según volvió a puntualizar en el discurso pronunciado en el coloquio celebrado en conmemoración de su 90 cumpleaños en el año 2005—, “solo defendible hasta el límite del principio de ultima ratio”.
Estuvo diariamente presente en su Instituto aún después de cumplir los 90 años, era un importante consejero para el mismo y un inestimable interlocutor para penalistas de todo el mundo. Sus méritos científicos se vieron reconocidos, entre otros, a través de doce títulos de doctorado honoríficos y de su ingreso en numerosas academias científicas extranjeras. Para honrar la figura de Hans-Heinrich Jesckeck se creó en el año 2009 el “Premio Hans-Heinrich Jescheck” que, dos días antes de su muerte, fue conferido por primera vez en el congreso mundial de la Asociación Internacional de Derecho Penal que tuvo lugar en Estambul. Los funerales por Hans-Heinrich Jescheck se celebraron en la más estricta intimidad familiar. En memoria a su fundador, el Instituto Max Planck de Friburgo organizará el año que viene un coloquio internacional.

## Premios y decoraciones
- Hierro Cross (1939)
  - 2.ª Clase
  - 1.ª Clase
- Placa de herida (1939)
  - Negro o Plata
- Panzer Placa
- Placa de Destrucción del tanque para Individual Combatants
- Cruz alemana en Oro (17 de abril de 1943)
- La cruz del caballero del Hierro Cruza el 5 de marzo de 1945 cuando Hauptmann der Reserva y dirigente de Panzer-Aufklärungs-Abteilung 118[1]

### Citas
1. ↑  Fellgiebel 2000, p. 201.